# Johannes Debus (Dirigent)
Johannes Debus (* 1974) ist ein deutscher Dirigent und Musikalischer Direktor der Canadian Opera Company in Toronto.

## Leben
Debus besuchte das Gymnasium am Kaiserdom in Speyer und studierte an der Hamburger Musikhochschule. Ab 1998 war er als Repetitor und später als Kapellmeister an der Oper Frankfurt tätig. Er gastierte unter anderem an der English National Opera, der Opéra National de Lyon, der Deutsche Oper Berlin und der Wiener Volksoper. 2008 debütierte er an der Bayerischen Staatsoper und ist seit 2009 Musikalischer Direktor der Canadian Opera Company in Toronto.